# 미야코노조역
미야코노조역(일본어: 都城駅)은 일본 미야자키현 미야코노조시에 있는 규슈 여객철도의 역이다. 닛포 본선을 소속으로 해서, 이 역이 종점인 깃토 선이 더해 2개의 노선이 상호 운행되고 있다. 주변에는 미야코노조 오프레일 스테이션이 위치해 있으며, 단선 · 섬식의 형태를 합친 복합 구조의 철도 역사이다.

## 타는 곳
| 1 · 3 | ■ 닛포 본선 | (상행) | 미나미미야자키 · 미야자키 방면       |
| 1 · 3 | ■ 닛포 본선 | (하행) | 고쿠부 · 하야토 · 가고시마 중앙 방면 |
| 4 · 5 | ■ 닛포 본선 |        | 고바야시 · 에비노 · 요시마쓰 방면    |

## 미야코노조 오프레일 스테이션
미야코노조 오프레일 스테이션(일본어: 都城オフレールステーション)은 역의 북쪽에 있는 JR 화물의 컨테이너 집배 기지이다. 컨테이너 화물만을 취급하고 있어, 화물 열차 대체의 트렁크 편이 하루 5.5회 왕복, 가고시마 화물 터미널 역과의 사이에 설정되어 있다.
1986년 11월에 역으로의 화물 취급이 폐지되어, 대체로서 미야코노조 컨테이너 센터가 설치되었다. 그 후 2006년 4월에 미야코노조 오프레일 스테이션으로 개칭했다. 역으로 화물의 취급을 실시하고 있던 때는, 일본담배산업 미야코노조 공장(2005년 3월 폐쇄)등으로의 전용선이 역부터 분기하고 있었다.

## 이용 현황
| 연도     | 하루 평균 승차 인원 | 연도     | 하루 평균 승차 인원 |
| 2002년도 | 1,355               | 2006년도 | 1,202               |
| 2004년도 | 1,214               | 2007년도 | 1,205               |
| 2005년도 | 1,215               | 2009년도 | 1,127               |
| -------- | ------------------- | -------- | ------------------- |

## 역 주변
- 간바시라 공원
- 국도 제11호선
- 이온 몰 미야코노조 에키마에
- 국도 제269호선
- 니토리 미야코노조 점
- 야마다 전기 테크랜드 미야코노조 점

## 인접 정차역
| 닛포 본선                | 닛포 본선   | 닛포 본선                        |
| ------------------------ | ----------- | -------------------------------- |
| 모치바루 고쿠라 방면     | ■ 닛포 본선 | 니시미야코노조 가고시마추오 방면 |
| 깃토 선                  |             |                                  |
| 휴가쇼나이 요시마쓰 방면 | ■ 깃토 선   | 시·종착역                        |